# Каррак, Пол
Пол Мелвин Каррак (англ. Paul Melvyn Carrack, родился 22 апреля 1951 года) — английский певец, музыкант, автор песен и композитор.
Каррак приобрёл известность в середине 1970-х годов как фронтмен и автор песен рок-группы Ace, а также получил признание за свои сольные работы и участие в проектах Squeeze и Роджера Уотерса. Он выступил в роли ведущего вокалиста на треках из альбомов Роджера Уотерса Radio KAOS (1987) и The Wall — Live in Berlin (1990). Песни Каррака были записаны такими артистами, как Линда Ронштадт, Иглз, Дайана Росс, Том Джонс, Майкл Макдональд и Джулс Холланд, в качестве сессионного музыканта он сотрудничал также с Roxy Music, Элтоном Джоном, Эриком Клэптоном., Ринго Старром, Би Би Кингом, The Pretenders и многими другими.

## Карьера

### 1970-е: Warm Dust, Ace и Roxy Music
Карьера Каррака началась с джаз-рок- группы Warm Dust, которая в период с 1970 по 1972 год выпустила три студийных альбома. После распада Warm Dust Каррак и басист Warm Dust Терри «Текс» Комер стали участниками паб-рок -группы Ace. Дебютный сингл группы «How Long» был написан и исполнен Карраком и стал хитом 1975 года как в Великобритании, так и в США Этот трек стал единственным хитом Ace, и в 1977 году группа распалась. Затем Каррак работал клавишником в Roxy Music.

### 1980-е: сольные проекты и работа в качестве сессионного музыканта
В 1981 году Гленн Тилбрук пригласил Каррака присоединиться к Squeeze в качестве замены Джулса Холланда. В это же время Каррак также работал сессионным музыкантом в группах Smiths and the Pretenders.
В 1985 году Каррак сотрудничал с Майком Резерфордом из Genesis, который попросил его присоединиться к новому побочному проекту Резерфорда Mike + The Mechanics. Фил Коллинз говорил, что у Каррака «невероятный голос», который «умеет спеть телефонный справочник».
В 1986 году Каррак стал участником аккомпанирующей группы Роджера Уотерса Bleeding Heart Band, участвуя в записи саундтрека к анимационному фильму When the Wind Blows. В следующем году ону стал участником записи и тура Уотерса с его новым студийным альбомом Radio KAOS.

### 1990-е: соло и сотрудничество
В 1990-х Каррак продолжал работать с Mike + The Mechanics, Каррак играл в группе на клавишных, а также вместе с Резерфордом стал соавтором некоторых песен группы. В 1990 году Каррак воссоединился с Роджером Уотерсом для участия в шоу The Wall — Live in Berlin перед 250-тысячной аудиторией. Он спел «Hey You» и был одним из исполнителей «The Tide Is Turning» с Уотерсом, Джони Митчелл, Синди Лаупер, Брайаном Адамсом и Ван Моррисоном. Также в 1993 году Squeeze пригласили Каррака присоединиться для записи своего десятого студийного альбома Some Fantastic Place и последующего тура.

### 2000 — настоящее время
Каррак ведёт активную сольную карьеру, а также карьеру сессионного музыканта и автора песен, гастролируя соло в основном на разогреве у таких групп, как Supertramp. В 2003 году Каррак гастролировал с Ринго Старром и его группой All-Starr Band, исполняя свои хиты, включая «How Long?», «Tempted» и «The Living Years». В 2007 году Eagles сделали кавер на песню Каррака «I Don’t Want to Hear Anymore» на своём альбоме-воссоединении Long Road Out of Eden. Альбом стал номером один в США, Великобритании, Австралии, Новой Зеландии и ряде других стран. В сентябре 2004 года Каррак присоединился к другим известным артистам на концерте The Strat Pack на Уэмбли, посвященном 50-летию Fender Stratocaster. Каррак исполнил вокальные партии в песнях «How Long?», «All Along the Watchtower» Боба Дилана, «While My Guitar Gly Weeps» группы Beatles и «I Can’t Dance» группы Genesis.
В 2012 году Кэррак стал героем часового телевизионного документального фильма BBC Four «Пол Кэррак: Человек с золотым голосом». В том же году Каррак стал одним из лауреатов премии BASCA Gold Badge Award в знак признания его уникального вклада в музыку.
В феврале 2013 года Каррак стал участником юбилейного тура Эрика Клэптона «Old Sock», посвященный 50-летию его карьеры. В мае 2015 года Каррак вновь участвовал в туре Клэптона, включая концерт в день его 70-летия в Мэдисон-Сквер-Гарден. Празднование дня рождения продолжилось позже в мае в Королевском Альберт-Холле в Великобритании. В 2019 году Каррак участвовал в мировом туре Эрика.
В 1997 году Каррак играл на органе в сингле Элтона Джона «Something About the Way You Look Tonight». Он был объединен с «Candle in the Wind 1997», который установил новый рекорд самого продаваемого сингла всех времен.